# Ляпин, Пётр Иванович
Пётр Ива́нович Ля́пин (25 июня (по другим данным 12 июля) 1894, село Ромоданово, Пензенская губерния — 12 января 1954, Ростов-на-Дону) — советский военный деятель, генерал-лейтенант (2 ноября 1944).

## Начальная биография
Родился 25 июня 1894 года в селе Ромоданово (ныне — в Ромодановском районе, Мордовия) в семье крестьянина.

## Военная служба

### Первая мировая и гражданская войны
В январе 1916 года призван в ряды Русской императорской армии, после чего был направлен рядовым в 101-й запасной пехотный полк в Саранске. В сентябре того же года окончил учебную команду, произведён в младшие унтер-офицеры. Участник Первой мировой войны. С мая 1917 года в составе 754-го Тульчинского пехотного полка воевал на Румынском фронте, стал на фронте командиром взвода и дослужился до старшего унтер-офицера. В 1917 году избирался в ротный и полковой солдатские комитеты, в ноябре-декабре 1917 года исполнял обязанности председателя полкового комитета. В январе 1918 года демобилизован в чине старшего унтер-офицера.
Вернулся на родину, активно включился в общественную работу и был избран членом волостного комитета. Летом 1918 года был участником 5-го Всероссийского съезда Советов в Москве. В составе больший группы участников съезда участвовал в подавлении левоэсеровского мятежа в Москве.
В августе 1918 года вступил в ряды РККА. Служил взводным инструктором Всеобуча в уездном военкомате в Саранске. После чего в декабре того же года был направлен на Западный фронт, где служил на должностях командира стрелковой роты 3-го стрелкового полка железнодорожной обороны, с мая 1919 — политкомиссара 4-го стрелкового полка железнодорожной обороны, с октября 1919 — помощника военкома 102-го отдельного стрелкового батальона, с января 1920 — военкома 107-го отдельного стрелкового батальона, с мая 1920 — командира 24-го отдельного стрелкового батальона.

### Межвоенное время
В ноябре 1920 года назначен на должность командира батальона 265-го стрелкового полка внутренней службы (Северо-Кавказский военный округ), с апреля 1921 года — на должность помощника командира 289-го стрелкового полка (33-я стрелковая дивизия), с мая 1921 — на должность командира 577-го стрелкового полка (133-я стрелковая бригада), с июня 1921 — на должность командира 337-го стрелкового полка (113-я стрелковая бригада). В ноябре 1921 года был назначен на должность помощника командира учебно-кадрового полка 28-й стрелковой дивизии, а в июне 1922 года — на должность командира батальона 84-го стрелкового полка в составе этой же дивизии, с июня 1923 года временно исполнял должность начальника дивизионной школы, а с сентября 1924 года служил помощником командира 84-го стрелкового полка.
После окончания курсов усовершенствования комсостава «Выстрел» в январе 1925 года направлен в 9-ю стрелковую дивизию, где исполнял должность командира 27-го стрелкового полка, в октябре 1926 года был назначен на должность помощника командира 25-го стрелкового полка по хозяйственной части, а в январе 1927 года — на должность помощника начальника 4-го отдела штаба Северо-Кавказского военного округа.
В 1928 году направлен на учёбу в Военную академию РККА имени М. В. Фрунзе, после окончания которой в марте 1931 года был назначен на должность начальника штаба 45-й стрелковой дивизии (Украинский военный округ).
С ноября 1932 года учился в адъюнктуре Военной академии РККА имени М. В. Фрунзе и в апреле 1934 года был назначен на должность старшего руководителя кафедры механизации и моторизации этой же академии, однако в мае того же года был переведён на должность начальника штаба 15-го стрелкового корпуса.
Участвовал в Гражданской войне в Испании на стороне республиканского правительства: с 31 мая 1937 по 24 марта 1938 года — советник на Северном фронте в Испании. За выполнение специального задания советского правительства был награждён орденами Ленина Красного Знамени.
В ноябре 1938 года был назначен на должность старшего преподавателя кафедры общей тактики Военной академии имени М. В. Фрунзе, в октябре 1939 года — на должность начальника штаба Одесского военного округа, а в июле 1940 года — на должность начальника штаба 10-й армии (Западный Особый военный округ).

### Великая Отечественная война
С началом войны Ляпин находился на прежней должности и в июне 1941 года попал в окружение, но возглавил группу бойцов и командиров 10-й армии, которая вела боевые действия против сил превосходящего противника, а затем вышла из окружения. После выхода из окружения в июле был назначен на должность начальника штаба Резервного фронта, в августе — на должность начальника штаба 52-й, а в октябре — начальника штаба 4-й армий, которая была развернута на правом берегу реки Волхов от города Кириши до населенного пункта Грузино (западнее города Чудово), прикрывая направление Будогошь — Тихвин. Генерал Ляпин участвовал в ходе разработки планов Тихвинской оборонительной и наступательной операций.
В декабре 1941 года был назначен на должность помощника командующего войсками Волховского фронта, в январе 1942 года — на должность помощника командующего 59-й армией, а в феврале — на должность командующего 4-й армией, однако в июне Военным советом Волховского фронта Ляпин был отстранён от занимаемой должности.
В августе 1942 года был назначен на должность командира 7-го воздушно-десантного корпуса, а в декабре — 2-й воздушно-десантной дивизии, сформированной на базе этого же корпуса после его расформирования. Однако в марте 1943 года за невыполнение боевой задачи, ложные доклады о положении частей и халатное отношение к служебным обязанностям генерал-майор Ляпин был отстранён от занимаемой должности и зачислен в резерв Военного совета 1-й ударной армии, затем Главного управления кадров НКО СССР и Военного совета Западного фронта. В апреле того же года по заданию Военного совета Западного фронта работал по проверке обороны в 11-й гвардейской, 10-й и 49-й армиях.
В сентябре 1943 года был назначен на должность начальника штаба 63-й армии, а с февраля 1944 года состоял в распоряжении Главного управления кадров НКО и в июне был назначен на должность начальника штаба 70-й армии, участвовавшей в ходе Люблин-Брестской наступательной операции. С марта 1945 года — на должности начальника штаба 19-й армии, участвовавшей в ходе Восточно-Померанской наступательной операции и разгроме группировки войск противника на западном побережье Данцигской бухты.

### Послевоенная карьера

Могила П. И. Ляпина на Братском кладбище Ростова-на-Дону.

В июле 1945 года генерал-лейтенант П. И. Ляпин был назначен начальником штаба Казанского военного округа, а в июне 1946 года — начальником штаба Приволжского военных округов. С октября 1949 года состоял в распоряжении министра обороны и в декабре того же года был назначен на должность помощника командующего войсками Донского военного округа.
Генерал-лейтенант Пётр Иванович Ляпин в августе 1952 года вышел в отставку. Умер 12 января 1954 года в Ростове-на-Дону. Похоронен на Братском кладбище.

## Награды
- Два ордена Ленина (02.03.1938, 21.02.1945);
- Четыре ордена Красного Знамени (28.10.1937, 03.11.1944, 29.05.1945, 20.06.1949);
- Ордена Кутузова 1-й (10.04.1945) и 2-й степеней (03.06.1944);
- Орден Суворова 2-й степени (23.08.1944);
- Медали[3][4].

Награды Польши
- Орден Крест Грюнвальда 2-й степени
- Медаль Победы и Свободы
- Медаль «За Одру, Нису и Балтику»[5]

## Воинские звания
- Полковник (28.02.1936);
- Комбриг (17.02.1938);
- Комдив (25.04.1940);
- Генерал-майор (4.06.1940)[6];
- Генерал-лейтенант (2.11.1944).